# Algebra i Logika
Algebra i Logika (en anglais : Algebra and Logic ) est une revue mathématique russe à comité de lecture fondée en 1962 par Anatoly Ivanovich Malcev.

## Description
La revue est bimestrielle et est publiée par le Fonds sibérien pour l'algèbre et la logique de l'université d'État de Novossibirsk. Une traduction anglaise du journal est publiée par Springer-Verlag sous le titre Algebra and Logic depuis 1968,,. La revue publie des articles présentés lors des réunions du séminaire « Algèbre et logique » à l'Université d'État de Novossibirsk. La revue est éditée par l'académicien Yuri Ershov.

## Résumé et indexation
Algebra i Logika est indexée et des résumés sont publiés dans les bases de données suivantes :
- Academic OneFile
- Academic Search
- EBSCO
- Inspec
- International Bibliography of Book Reviews
- International Bibliography of Periodical Literature
- Journal Citation Reports/Science Edition
- Mathematical Reviews
- Science Citation Index
- SCImago
- Scopus
- STMA-Z
- Summon by Serial Solutions
- Zentralblatt MATH

Le facteur d'impact  de la traduction anglaise pour 2020 est de 0,899.